# Aranoethra
Aranoethra is een geslacht van spinnen uit de  familie van de wielwebspinnen (Araneidae).

## Soorten
- Aranoethra butleri Pocock, 1899
- Aranoethra cambridgei (Butler, 1873)
- Aranoethra ungari Karsch, 1878